# Queda do Lockheed Lodestar PP-PBG
A Queda do Lockheed Lodestar PP-PBG foi um acidente aéreo que ocorreu em 28 de setembro de 1942.

## Aeronave
A Panair do Brasil adquiriu 14 aeronaves do tipo. Operada entre 1941 e 1946, a frota de Lodestars sofreu vários acidentes, de forma que apenas metade das aeronaves adquiridas cinco anos antes ainda encontrava-se operacional. Diante da perda de metade da frota, a Panair revendeu os Lodestar restantes.

## Acidente
O voo saiu do Rio para Porto Alegre com escalas em São Paulo e Curitiba. Ao iniciar a descida no aeroporto de Congonhas, em SP, numa aproximação noturna com mal tempo,  O L-18 LodeStar arremeteu e iniciou circuito para uma nova tentativa. Foi ouvido passando sobre o aeroporto, baixo, mas totalmente fora do eixo da pista. Os motores pararam e a aeronave caiu na mata de Pedra Branca, em Santo André, SP, matando todos os 15 ocupantes, entre eles o comandante Ismael Guilherme e o copiloto Walter Seibel.
Entre os passageiros encontravam-se o empresário Lineu de Paula Machado, o ministro do Tribunal de Contas Eduardo Lopes e o delegado Durval de Vilalva (que havia sido um dos membros das buscas dos destroços da queda do Lodestar PP-PBD).

## Investigações
Os destroços da aeronave foram analisados mas pouco puderam oferecer aos investigadores. Apesar dos motores terem parado subitamente de funcionar, a aeronave ainda possuía combustível em seus tanques. Dessa forma, o acidente foi ocasionado por uma falha indeterminada no sistema de alimentação de combustível da aeronave.
Em 1954 o comandante Coriolano Luiz Tenan (1904-1998), primeiro comandante da Panair, lançou o livro Memórias de um piloto de linha. Em parte da obra Tenan citou alguns acidentes aéreos, entre eles o do Lodestar, atribuindo a uma falha grave na alimentação dos motores.
Mais recentemente, o comandante Carlos Ari Cesar Germano da Silva lançou o livro O rastro da bruxa, analisando diversos acidentes aéreos brasileiros. No caso do Lodestar, Silva especulou que o acidente pode ter sido causado por uma falha humana na abertura/fechamento do sistema de válvulas seletoras dos tanques de combustível. Para realizar o voo, o Lodestar dispunha de quatro tanques de combustível (principal esquerdo e direito e auxiliares direito/esquerdo). Cada tanque dispunha de 100 galões americanos de capacidade, gerando um tempo máximo de voo de 5 horas. Os tanques dispunham de válvulas para abertura e fechamento, que permitiam uma distribuição equilibrada do combustível para os motores. Durante um voo era comum a abertura e fechamento manual dos tanques pela tripulação.

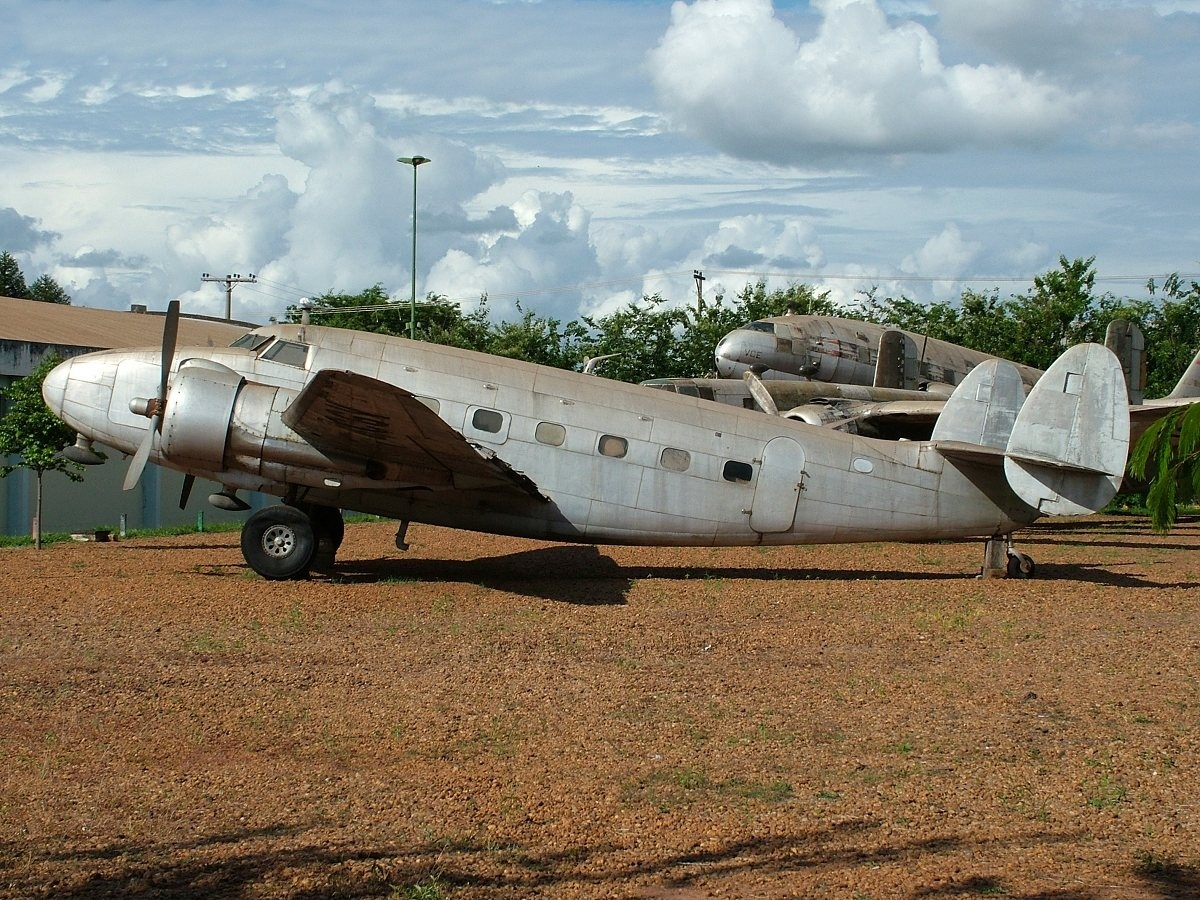
Modelo da aeronave